# Академічний лавр
Академічний лавр (пол. Wawrzyn Akademicki) — польська нагорода за літературні заслуги. Заснована у 1934 році, мала два ступені (золотий і срібний лавр). У період Польської Республіки її щорічно присуджували за поданням Польської академії літератури.

## Історія і правила нагородження
Нагорода була заснована Розпорядженням міністра у справах віросповідань і громадської просвіти від 21 лютого 1934 року.
Лавр вручали за заслуги перед польською літературою, а саме за:
- Видатну літературну творчість;
- Видатну діяльність в області піклування над польською словесністю;
- Видатну видавничу, організаційну та іншу діяльність в галузі художньої літератури;
- Поширення любові до польської літератури;
- Пропаганду читання;
- Сприяння зростанню інтересу до польського літературної творчості.

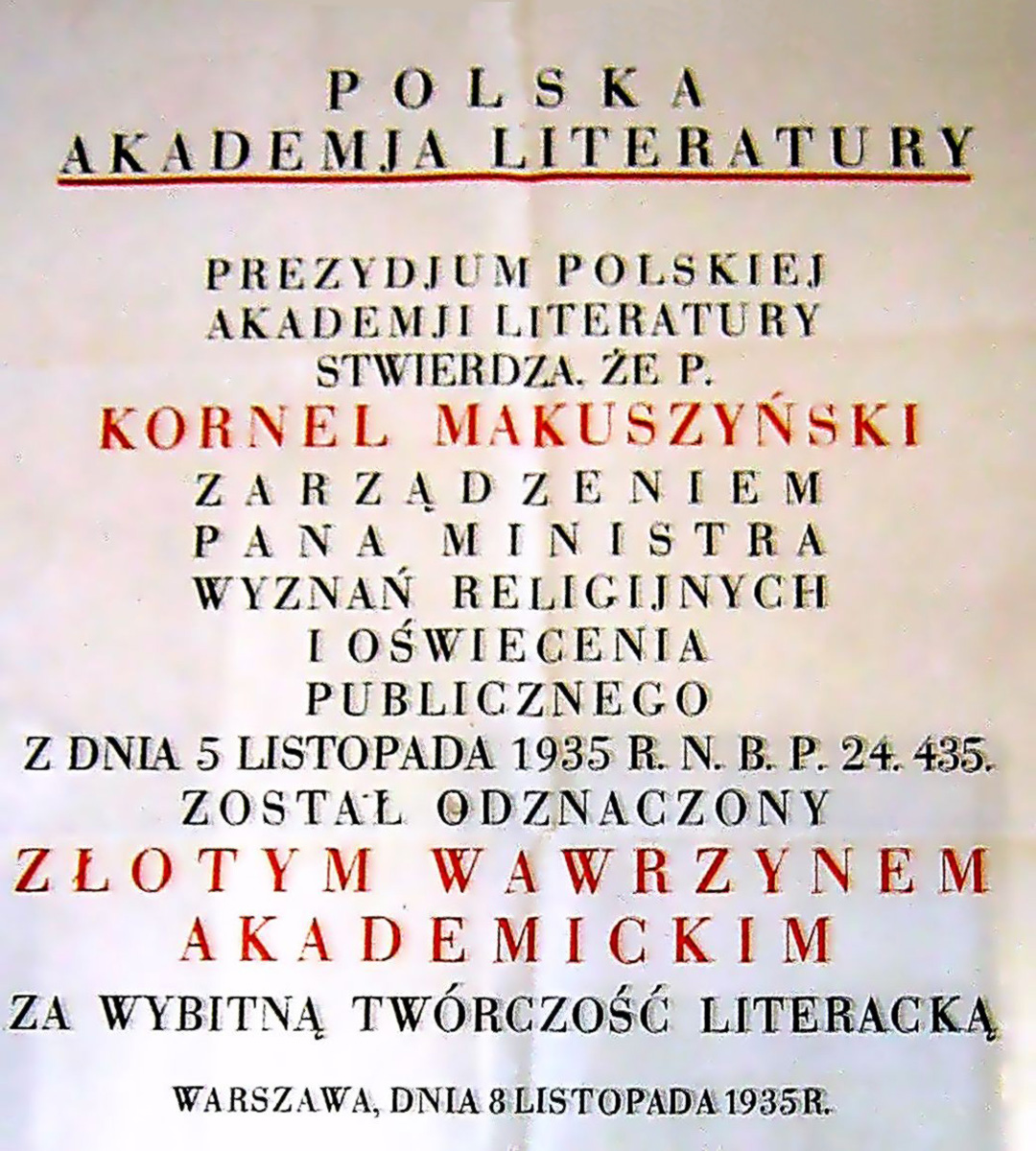
Диплом про присудження Золотого Академічного лавра Корнелю Макушинському (5 листопада 1935 року)

Нагороду присуджував міністр віросповідань і громадської просвіти за поданням Польської академії літератури. Нагороджені отримували знак і диплом із зазначенням конкретних заслуг. Виготовлення знака оплачував нагороджений. Існувало два ступені почесного знака — золотий і срібний академічний лавр. 

## Опис
Золотий Академічний лавр діаметром 38 мм складається з шести золотих рукавів, з'єднаних ажурними полями. У центрі, на перетині рукавів, розташований покритий червоною емаллю еліпс зі срібною монограмою «AL». Реверс золотистий та гладкий.
Срібний Академічний лавр діаметром 38 мм складається з шести срібних рукавів, з'єднаних ажурними полями. У центрі, на перетині рукавів, розташований покритий жовтою емаллю еліпс зі срібною монограмою «AL». Реверс сріблястий та гладкий.
Стрічка для обох ступенів Академічного лавра зелена, завширшки 37 мм, з двома білими смугами. Кріпиться до знаку золотим або срібним кільцем.
Орденська планка однакова для обох ступенів й повторює кольори стрічки.

## Нагороджені
Золотим Академічним лавром за весь час існування почесного знаку нагороджено 202 особи. 
Срібним Академічним лавром у 1936 році нагороджено близько 100 осіб. Серед нагороджених можна знайти безліч імен: Тувім, Налковська, Шульц, Віткевич, Венява-Длугошовський (за «заслуги на благо польської літератури») та Дашинський. Список лауреатів судового ораторського мистецтва свідчить про велику незалежність союзу по відношенню до державної лінії. Почесні відзнаки отримали Станіслав Патек, Казимир Рудницький (відомий як «червоний суддя» — за захист лівих активістів), Леон Беренсон, Францішек Пашальський, Мечислав Еттінгер, Цезарій Поніковський, Станіслав Шурлей та Маріан Недзельський і багато інших.